# Higashinari-ku (Osaka)
Higashinari (東成区 Higashinari-ku?) es un barrio de la ciudad de Osaka, en la prefectura de Osaka, Japón. En julio de 2019 tenía una población estimada de 83.488 habitantes y una densidad de población de 18.389 personas por km². Su área total es de 4,54 km².

## Demografía
Según datos del censo japonés, la población de Higashinari ha aumentado en los últimos años.
| Año del censo | Población |
| ------------- | --------- |
| 1995          | 78.736    |
| 2000          | 78.580    |
| 2005          | 78.929    |
| 2010          | 80.231    |
| 2015          | 80.563    |